# Christina Lathan
Christina Lathan, född den 28 februari 1958 som Christina Brehmer, är en tysk före detta friidrottare som tävlade i kortdistanslöpning främst på 400 meter. 
Lathan genombrott kom när hon som 18-åring 1976 slog världsrekordet på 400 meter då hon som första kvinna sprang under 50 sekunder, hon noterade tiden 49,77. Senare samma år deltog hon vid Olympiska sommarspelen 1976 där hon slutade som tvåa på 400 meter bakom polskan Irena Szewińska, som även slog hennes världsrekord. Vid samma mästerskap ingick hon i det östtyska stafettlaget på 4 x 400 meter som både vann guldet och även noterade ett nytt världsrekord. 
Vid EM 1978 i Prag vann hon guld i stafett och individuellt slutade hon tvåa på 400 meter efter landsmannen Marita Koch. 
Hennes sista stora mästerskap blev Olympiska sommarspelen 1980 där det blev silver i stafetten efter Sovjetunionen och individuellt blev det brons på 400 meter efter Koch och Jarmila Kratochvílová.

## Personliga rekord
- 400 meter - 49,66 från 1980